# Incendio forestal de Ateca de 2022
El incendio forestal"" de Ateca de 2022 se refiere al incendio iniciado el 18 de julio de 2022 en la Comunidad de Calatayud en la Provincia de Zaragoza, y que afectó en distinta medida, a 11 municipios. Afectó principalmente a los municipios de Ateca y Moros, que han visto como se quemaba la práctica totalidad de su término municipal y a los municipios de Villalengua, Villarroya de la Sierra, Torrijo de la Cañada, Castejón de las Armas, Embid de Ariza, Alhama de Aragón, Bubierca, Cetina, Contamina. La zona afectada se extiende por más de 14.000 hectáreas con un perímetro de 72 kilómetros.
Durante unas 30 horas estuvo interrumpiendo el tráfico en la Autovía del Nordeste.

## Causas
El incendio de Ateca, se originó durante los trabajos de reforestación que llevaba a cabo la empresa Campos Rey Trabajos Forestales, subcontratada por Land Life Company, dedicada a proyectos de restauración ambiental, en los que pretendía reforestar 200 hectáreas en el paraje de Monegrillo. Mientras se realizaban estos trabajos, el 18 de julio de 2022, saltó una chispa de una de las máquinas que estaban trabajando, comenzando el fuego que se extendió rápidamente, quemando el primer día 500 hectáreas, ascendiendo a 5.500 el segundo día y a 14.000 hectáreas el día 20 de julio. 
El Gobierno de Aragón ha denunciado por la vía Penal los hechos por si puedieran ser constitutivos de delito. Esta vía, impide la realización de acciones civiles para la reclamación de daños, en tanto no se agote la vía penal.